# Nel mio nome
Nel mio nome (dt.: „In meinem Namen“, internationaler Titel: Into My Name) ist ein italienischer Dokumentarfilm von Nicolò Bassetti aus dem Jahr 2022. Porträtiert werden vier Trans-Männer in Italien der Gegenwart, die sich gegenseitig unterstützen und eine starke Gemeinschaft bilden.
Die Weltpremiere des Films fand im Februar 2022 bei der 72. Berlinale statt.

## Inhalt
Bologna, in der Gegenwart: Nic, Leo, Andrea und Raff bilden eine starke Gemeinschaft. Die Freunde stammen aus ganz Italien und haben in der nördlich gelegenen Großstadt ihr Zuhause gefunden. Alle vier vereint die Tatsache, dass sie ihre Geschlechtsidentitäten selbst bestimmt haben und Trans-Männer sind. Nic erkundet am liebsten urbane Orte im Wandel, wo er sich sicher fühlt. Leo arbeitet an einem Podcast über die Unterschiede zwischen jugendlicher und erwachsener Identität. Andrea widmet sich dem Verfassen von Kurzgeschichten, während Raff gerne an seinem Fahrrad schraubt.
Alltäglich stellen sich die Trans-Männer mutig den vielen Schwierigkeiten, die ihnen in einer starren binärgeschlechtlichen Welt begegnen. Obwohl sich Nics, Leos, Andreas und Raffs Genderbiografien voneinander unterscheiden, stoßen sie auf dieselben gesellschaftlichen Hürden für soziale, körperliche und rechtliche Veränderungen. Oft können sie ihre Bedürfnisse nicht ausleben oder so sein, wie sie sind. Gerne würden die vier für einige Tage gemeinsam in den Urlaub fahren. Diese Idee stärkt ihre Bindung untereinander und eines Tages wird ihr Traum tatsächlich Wirklichkeit.

## Hintergrund
Nel mio nome ist der zweite Dokumentarfilm des Italieners Nicolò Bassetti als alleinverantwortlicher Regisseur. Seine Karriere hatte der Landschaftsmaler als Autor an der Seite von Gianfranco Rosi an dessen preisgekröntem Dokumentarfilm Das andere Rom (2013) begonnen.
Der Film wurde vom Unternehmen Nuovi Paesaggi Urbani produziert. Unterstützung erhielt das Projekt durch die Filmkommission der Region Emilia-Romagna.

## Veröffentlichung
Bassettis Film erhielt eine Einladung in die Sektion Panorama Dokumente der Berlinale. Dort wurde das Werk am 12. Februar 2022 unter dem internationalen Titel Into My Name uraufgeführt.

## Auszeichnungen
Im Rahmen der Präsentation auf der Berlinale 2022 erhielt Nel mio nome Nominierungen für den Berlinale Dokumentarfilmpreis sowie für den Teddy Award. Bei der Vergabe des Panorama Publikumspreises folgte ein zweiter Platz in der Kategorie Dokumentarfilm.